# Adam Krzeptowski
Adam Krzeptowski (ur. 17 lipca 1898 w Zakopanem, zm. 12 lutego 1961 w Katowicach) – polski fotograf i reżyser filmowy, brat Andrzeja Krzeptowskiego I.

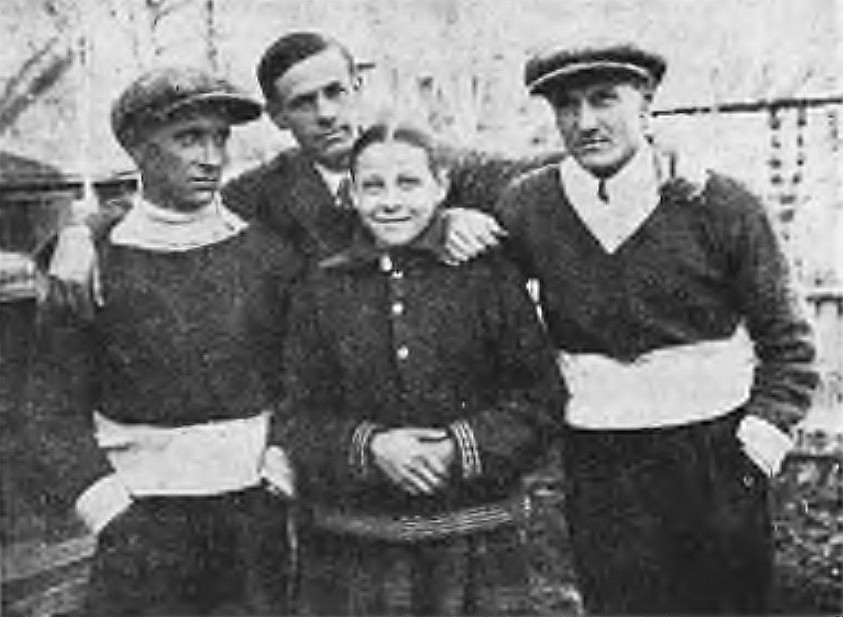
Od lewej: Stanisław Gąsienica-Sieczka, Adam Krzeptowski, Bronisława Staszel-Polankowa, Andrzej Krzeptowski I (1926)

## Życiorys
Ukończył krakowskie szkoły: Państwową Szkołę Przemysłową oraz I Wyższą Szkołę Realną, w której w 1916 zdał maturę. Następnie wyjechał do Wiednia, gdzie uczył się sztuk plastycznych. W 1917 roku został powołany do armii austro-węgierskiej. Po przeniesieniu do rezerwy powrócił do Krakowa, gdzie studiował na Wyższym Studium Handlowym. W 1922 roku przeniósł się do Zakopanego, gdzie otworzył zakład fotograficzny. Wówczas to zainteresował się filmem. Początkowo realizował krótki filmy dokumentalne (Z Tatr 1930, Zima w Zakopanem 1931), by następnie zrealizować dwa filmy długometrażowe: Biały ślad w 1932 oraz Zamarłe echo w 1934. W filmach tych zagrali m.in. Andrzej Krzeptowski I, Stanisław Marusarz, Bronisław Czech, Stanisław Gąsienica-Sieczka, Zbigniew Staniewicz oraz górale - aktorzy niezawodowi. Film Biały ślad był pokazywany na I Międzynarodowym Festiwalu Filmowym w Wenecji. Adam Krzeptowski uprawiał również narciarstwo i był członkiem Polskiego Towarzystwa Gimnastycznego „Sokół”.

Po wybuchu II wojny światowej jego zakład fotograficzny został zamknięty. Sam Krzeptowski związał się ze środowiskami Goralenvolku. Od 1940 roku nauczał "języka góralskiego" w zakopiańskiej Państwowej Szkole Przemysłu Drzewnego, przemianowanej na "Berufsfachschule fur Goralische Volkskunst". Pod koniec okupacji wyjechał z Zakopanego i osiadł w Piechowicach koło Jeleniej Góry.
W 1946 roku został aresztowany przez UB i przewieziony do Krakowa. W wyniku prowadzonego w latach 1945-1949 śledztwa przeciw organizatorom "Goralenvolku" został ostatecznie uniewinniony. Powrócił do Piechowic, a w 1955 roku przeniósł się do Płazy koło Chrzanowa, gdzie mieszkał do końca życia.

## Filmografia
- Biały ślad (1932) - reżyseria, zdjęcia
- Zamarłe echo (1934) - reżyseria, zdjęcia
- Dzień wielkiej przygody (1935) - zdjęcia
- Sportowiec mimo woli (1939) - operator kamery